# Andreas Aman
Andreas Augst Aman, irrtümlich auch Amann (* 31. Oktober 1842 in München; † 25. Juni 1927 in Wien) war ein österreichischer Theaterdirektor.

## Leben und Werk
Aman wurde 1898 stellvertretender Direktor des Theaters an der Wien und 1899 Oberregisseur und Direktor des k. k. privilegierten Carltheaters in Wien. Dort wurden hauptsächlich Operetten aufgeführt, darunter die Premiere von Franz Lehárs "Der Rastelbinder" 1902 und Oscar Straus’ "Der Walzertraum", 1907. 1909 zog sich Amann vom Theater zurück. Er lebte danach längere Zeit in Dürnstein in der Steiermark und starb 1927 an Altersschwäche in Wien.